# Карл Шнабль
Карл Шнабль  (нім. Karl Schnabl, 8 березня 1954) — австрійський стрибун з трампліна, олімпійський чемпіон.

## Виступи на Олімпіадах
| Олімпіада    | Дисципліна             | Місце |
| ------------ | ---------------------- | ----- |
| Інсбрук 1976 | інд., норм. трамплін   | 3     |
| Інсбрук 1976 | інд., великий трамплін | 1     |

## Зовнішні посилання
- Досьє на sport.references.com [Архівовано 21 грудня 2009 у Wayback Machine.]